# The Megalithic Portal
The Megalithic Portal est un portail web britannique consacré à l'archéologie et à des sujets liés. Le portail a pour mission de documenter, de faire connaître et de protéger les sites antiques et ainsi d'aider à la sauvegarde de ces sites pour les futures générations. 

## L'histoire
Fondée par l'ingénieur agréé Andy Burnham, la base de données du site a été établie en 1997, à partir des données qu'il avait personnellement recueillies, comme Megalithic Mysteries, et la base de données The Prehistoric Web Index. Le site existe dans sa forme actuelle depuis février 2001. Le contenu est rédigé par une équipe de rédacteurs et d'administrateurs bénévoles. Le site est très investi par un groupe d'utilisateurs intéressés et investis que ce soient des scientifiques ou des visiteurs des sites archéologiques. Ainsi certains contributeurs ont abandonné leur travail pour faire le voyage à la recherche de sites anciens peu connus, afin de les ajouter à la base de données. En 2002, une revue du portail dans Archaeology Magazine le décrit comme utile, amusant, et précis. En Janvier 2010, "Megalithic Portal" s'est transformé en organisation à but non-lucratif .
Les informations fournies par des milliers de visiteurs partout dans le monde concernent les monuments de la préhistoire allant des tombes à chambre et mégalithes aux collines fortifiées et bien d'autres encore. Le portail compte plusieurs dizaines de milliers d'entrées et, au fil des années, il s'est étendu au-delà des mégalithes préhistoriques bien qu'il ait gardé son nom d'origine, s'étendant par exemple aux pierres pictes en Écosse. Il est également devenu le plus grand référentiel en ligne de données sur les fontaines à dévotion et les anciennes croix au Royaume-Uni.  Ses données sont souvent référencées par des sites web et dans les livres récents sur les mégalithes et les fontaines à dévotion.
Un projet récent (avril 2010) a impliqué les contributeurs dans la recherche de plus de 1000 sites antiques via Google Street View au Royaume-Uni et ailleurs dans le monde.